# Pat Moylan
Pat Moylan (irisch Pádraig Ó Maoileáin, * 12. September 1946 in Banagher, County Offaly) ist Senator im Oberhaus des irischen Parlaments und war vom 13. September 2007 bis zum 25. Mai 2011 als Cathaoirleach auch dessen Vorsitzender.
1997 wurde Moylan erstmals für die Fianna Fáil in den Seanad Éireann gewählt. Nach seiner gescheiterten Wiederwahl 2002, blieb er dadurch im Amt, dass er von Taoiseach Ahern für einen Senatssitz nominiert wurde. Bei den Wahlen 2007 gelang es Moylan seinen Sitz zu verteidigen. Seit dem 13. September desselben Jahres ist Moylan Vorsitzender des Seanad Éireann (Cathaoirleach) und löst damit seinen Parteikollegen Rory Kiely ab.
Moylan ist verheiratet und hat drei Söhne und eine Tochter.